# John Kandell

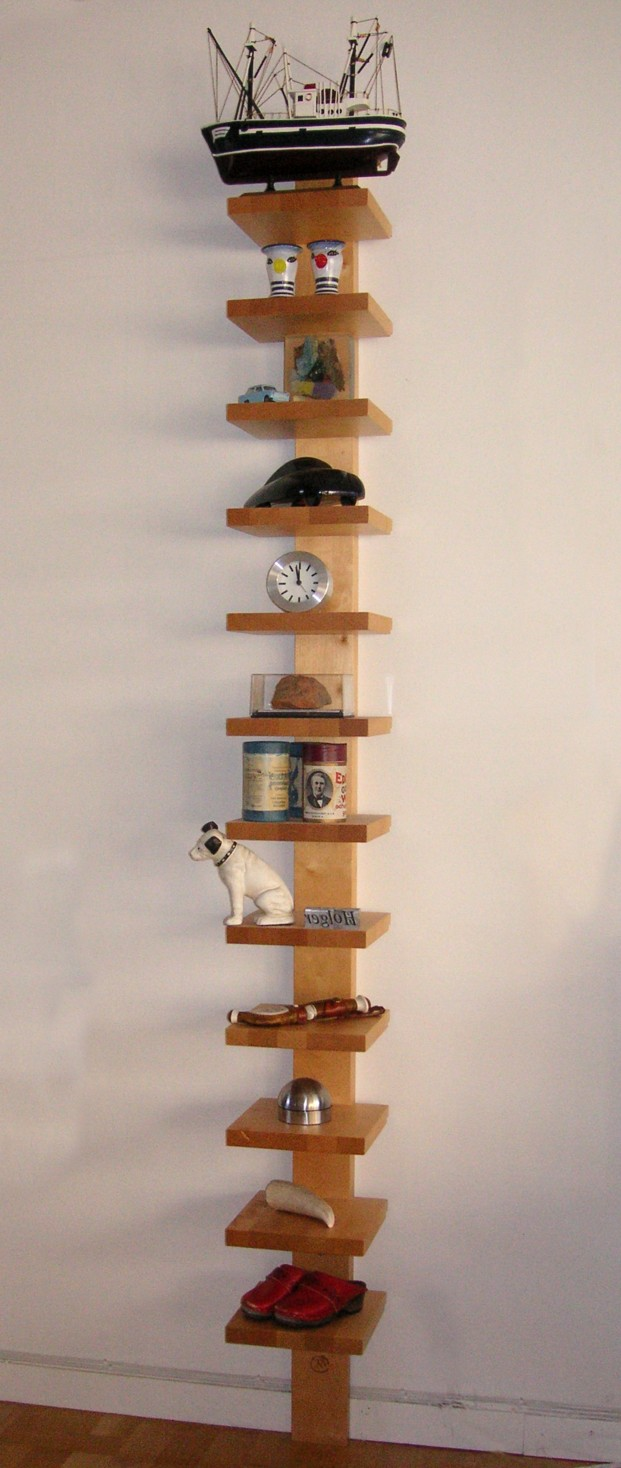
Kandellhyllan "Pilaster"

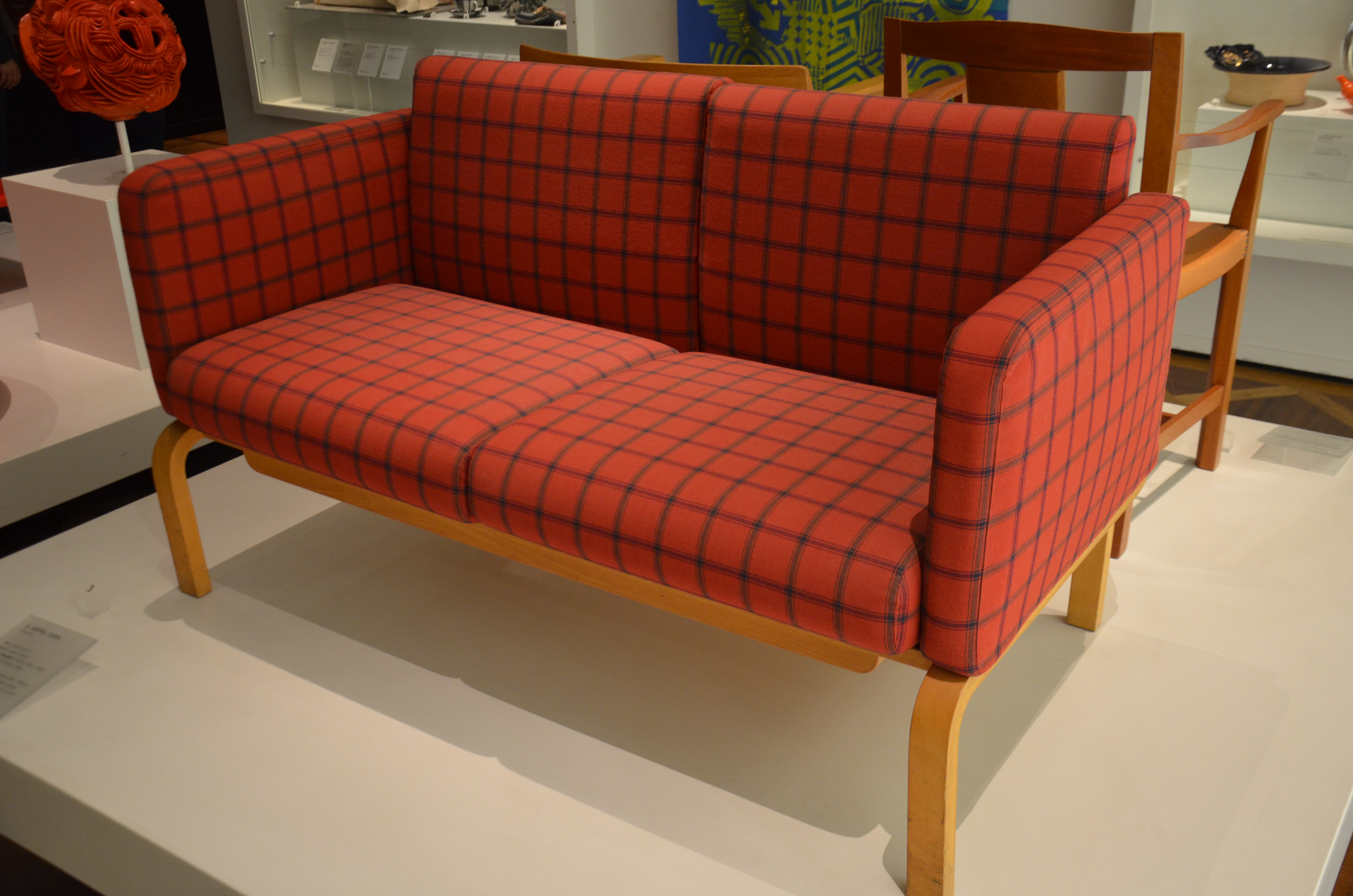
Soffan "Parallell" från 1964, bok och ylle, tillverkad av Haglund & Söner

John Erik Ivar Kandell, född 2 november 1925 i Helsingborg, död 17 januari 1991 i Stockholm, var en svensk arkitekt, målare och formgivare samt bror till arkitekten Axel Kandell.
John Kandell började på 1940-talet som ritare hos arkitekten Carl-Axel Acking. År 1947 gick han ut Konstfack i Stockholm, men fortsatte direkt på avdelningen för skulptur. Under många år var han även lärare på Konstfack. Han anlitades av andra arkitekter för inredningsarbeten, som exempelvis för Svea hovrätt, Göta hovrätt samt diverse banker och kyrkor. Ett av de större uppdragen var Tannefors kyrka och församlingshem utanför Linköping som han ritade tillsammans med brodern Axel Kandell 1964. 
På 1980-talet fick John Kandell kontakt med möbelföretaget Källemo i Värnamo. Resultatet blev en lång rad svenska möbelklassiker, främst stolar. Här bör nämnas den trebenta, mjölkpallinspirerade stolen "Camilla" i klara färger från 1982, liggstolen "Vilan" i betsad björk och läder från 1988 och stolen "PimPim" från 1990. En av 1990-talets storsäljare och designikoner blev den genialiskt enkla hyllan "Pilaster" från 1989. "Pilaster", som har blivit en ofta plagierad produkt, tillverkas fortfarande i en mängd olika utföranden, betsat eller i naturträ. År 2005 var "Camilla" och "Pilaster" avbildade på postens frimärke under Designåret 2005.
John Kandell var även engagerad i HI-gruppen, där H stod för hantverksmästare och I för inredningsarkitekter. Gruppen hade som mest 15 medlemmar och existerade mellan 1957 och 1966. Ett av Kandells arbeten inom HI-gruppen var fåtöljen "Singel" i plattjärn, läder och filt. Den visades på HI-gruppens sista utställning 1966 och kom i produktion först 1988 genom Källemo. Kandell finns representerad vid bland annat Nationalmuseum i Stockholm.